# La Capelle
La Capelle je naselje in občina v severnem francoskem departmaju Aisne regije Pikardije. Leta 1999 je naselje imelo 2.007 prebivalcev.

## Geografija
Kraj se nahaja v pokrajini Thiérache 55 km severno od središča departmaja Laona.

## Administracija
La Capelle je sedež istoimenskega kantona, v katerega so poleg njegove vključene še občine Buironfosse, Chigny, Clairfontaine, Crupilly, Englancourt, Erloy, Étréaupont, La Flamengrie, Fontenelle, Froidestrées, Gergny, Lerzy, Luzoir, Papleux, Rocquigny, Sommeron in Sorbais z 8.260 prebivalci.
Kanton je sestavni del okrožja Vervins.

1. ↑  »Populations légales 2016«. Nacionalni inštitut za statistične in gospodarske raziskave. Pridobljeno 25. aprila 2019.